# Eclissi solare del 29 maggio 1938
L'Eclissi solare del 29 maggio 1938, di tipo totale, è un evento astronomico che ha avuto luogo il suddetto giorno attorno alle ore 13:50 UTC. La durata della fase massima dell'eclissi è stata di 4 minuti e 5 secondi e l'ombra lunare sulla superficie terrestre raggiunse una larghezza di 675 km. Il punto con la massima totalità è stato in mare lontano da qualsiasi terraferma.
L'eclissi del 29 maggio 1938 fu la prima eclissi solare nel 1938 e l'89ª nel XX secolo. La precedente eclissi solare si è verificata il 2 dicembre 1937, la seguente il 21 novembre 1938. 
L'eclissi attraversò ampiamente il mare ma fu successivamente osservata nelle Isole Orcadi meridionali, nella Georgia del Sud e nelle Isole Sandwich meridionali.

## Percorso e visibilità
L'evento si è manifestato all'alba locale presso la Penisola antartica, a est della punta settentrionale a circa 320 chilometri dalla terraferma nell'oceano; a seguire l'ombra lunare coprì poi la parte nord orientale delle Isole Orcadi Meridionali e i territori della Georgia del Sud e Isole Sandwich Australi.  L'eclissi massima è stata raggiunta a circa 530 chilometri a nord-est dell'Isola di Zavodovski, dopodiché l'ombra ha virato per spostarsi a sud-est e si è conclusa al tramonto a circa 820 chilometri a sud-est dell'isola Bouvet.

## Eclissi correlate

### Eclissi solari 1935 - 1938
Questa eclissi è un membro di una serie semestrale. Un'eclissi in una serie semestrale di eclissi solari si ripete approssimativamente ogni 177 giorni e 4 ore (un semestre) in nodi alternati dell'orbita della Luna.

### Ciclo di Saros 146
L'evento fa parte del ciclo di Saros 146, che si ripete ogni 18 anni, 11 giorni, contenente 76 eventi. La serie è iniziata con un'eclissi solare parziale il 19 settembre 1541. Contiene eclissi totali dal 29 maggio 1938 al 7 ottobre 2154, eclissi ibride dal 17 ottobre 2172 al 20 novembre 2226 ed eclissi anulari dal 1º dicembre 2244 al 10 agosto 2659. La serie termina al membro 76 con un'eclissi parziale il 29 dicembre 2893. La durata più lunga della totalità è stata di 5 minuti, 21 secondi il 30 giugno 1992.